# 阿迪勒·加利亚赫梅托夫
阿迪勒·卡兹别科维奇·加利亚赫梅托夫（俄语：Адиль Казбекович Галиахметов，1998年11月16日—），哈萨克斯坦男子短道速滑运动员，2023年世界大冬会男子5000米接力和混合2000米接力银牌得主、2025年亚洲冬季运动会混合2000米接力银牌得主。